# Цветана Пиронкова
Цветана Кирилова Пиронкова (буг. Цветана Кирилова Пиронкова; Пловдив, Бугарска, 13. септембар 1987) је бугарска професионална тенисерка.

## Каријера
Рођена је у спортској породици. Отац Кирил Пиронков (буг. Кирил Пиронков) је бивши шампион Бугарске у кануу, a мајка Радосвета Пиронкова (буг. Радосвета Пиронкова) је бивша првакиња Балкана и Бугарске у пливању.
Тенис је научила да игра у четвртој години. Први учитељ јој је био отац. У шестој години је почела да игра на јуниорским турнирима у Бугарској. Августа 2002. Пиронкова је у Букурешту учествовала на свом првом ИТФ турниру, где је изгубила у финалу од Монике Никулеску. У септембру исте године у Волосу је, победивши у финалу Тину Шмасман, освојила свој први ИТФ турнир у каријери.
Маја 2005. Пиронкова је у Истанбулу учествовала на свом првом ВТА турниру, где је у полуфиналу поражена од Винус Вилијамс. У јануару наредне године, реванширала се Вилијамсовој тако што ју је победила у првом колу Отвореног првенства Аустралије.
Године 2007. Пиронкова није успела да прође прво коло три Гренд слем турнира (Отвореног првенства Аустралије, Отвореног првенства Француске и Вимблдона), а на Отвореном првенству Сједињених Држава је поражена у другом колу од тадашње прве играчице света — Жистин Енен.
На Отвореном првенству Аустралије 2008. изгубила је у другом колу од Светлане Кузњецове. Исте године, на турниру Мастерс серије у Риму, изненадила је све пошто је у другом колу поразила тадашњу трећу тенисерку света — Ану Ивановић. Пошто јој је Викторија Азаренка предала меч трећег кола, Пиронкова је у четвртфиналу изгубила од Ане Чакветадзе.
Најбољи резултат у својој каријери је остварила у јуну 2008, када је заузела 40. место на ВТА листи.
На Летњим олимпијским играма у Пекингу 2008. је изгубила у другом колу од Доминике Цибулкове.
Године 2009. је на турниру Мурила Хобарт интернашонал стигла до четрвтфинала, где ју је поразила Виржини Разано. На турниру Андалузија тенис експиријенс исте године је, иако је била постављена за 8. носиоца, изгубила у првом колу од Роберте Винчи. На прва два Гренд слем турнира 2009, није успела да стигне даље од другог кола, односно првог кола. На Вимблдону је у првом колу изгубила од Џил Крејбас, док је на Ју-Ес опену такође у првом колу изгубила од 29. носиоца — Марије Шарапове.

### Пласман на ВТА листи на крају сезоне
| Година  | 2002 | 2003 | 2004 | 2005 | 2006 | 2007 | 2008 |
| Пласман | 553  | 344  | 295  | 88   | 62   | 95   | 46   |

## Резултати Цветане Пиронкове

### Победе у финалу појединачно (0)
Ниједна

### Порази у финалу појединачно (0)
Ниједан

### Победе у финалу у пару (0)
Ниједна

### Порази у финалу у пару (0)
Ниједан

### Учешће наГренд слемтурнирима

#### Појединачно
| Година | Аустралијан опен | Аустралијан опен   | Ролан Гарос | Ролан Гарос           | Вимблдон   | Вимблдон           | Ју-Ес опен | Ју-Ес опен            |
| ------ | ---------------- | ------------------ | ----------- | --------------------- | ---------- | ------------------ | ---------- | --------------------- |
| 2006.  | 2 коло           | Лора Гренвил       | 2 коло      | Шахар Пер             | 2 коло     | Агњешка Радвањска  | 1 коло     | Џемија Џексон         |
| 2007.  | 1 коло           | Акико Моригами     | 1 коло      | Серена Вилијамс       | 1 коло     | Агњешка Радвањска  | 2 коло     | Жистин Енен           |
| 2008.  | 2 коло           | Светлана Кузњецова | 2 коло      | Анабел Медина Гаригес | 1 коло     | Викторија Азаренка | 1 коло     | Анабел Медина Гаригес |
| 2009.  | 2 коло           | Марион Бартоли     | 2 коло      | Џил Крејбас           | полуфинале | Вера Звонарева     | 2 коло     | Менди Минела          |

#### У игри парова
| Година | Аустралијан опен | Аустралијан опен        | Ролан Гарос        | Ролан Гарос                         | Вимблдон          | Вимблдон              | Ју-Ес опен         | Ју-Ес опен                     |
| ------ | ---------------- | ----------------------- | ------------------ | ----------------------------------- | ----------------- | --------------------- | ------------------ | ------------------------------ |
| 2006.  | —                | —                       | 2 коло Јуен Менг   | Јелена Лиховцева Анастазија Мискина | —                 | —                     | 1 коло Јуен Менг   | Ана Лена Гринфелд Меган Шонеси |
| 2007.  | 2 коло М. Суха   | Ј. Дементјева Ф. Пенета | —                  | —                                   | —                 | —                     | —                  | —                              |
| 2008.  | -                | -                       | 2 коло де рос Риос | Јунг Џан Чан Ч. Чија-Јунг           | 1 коло Н. Грандин | Кара Блек Лизел Хубер | 2 коло Л. Декмејер | Ј. Хусарова Шуај Пенг          |